# Гонщик во времени: приключения Лайла Свана
«Гонщик во времени: приключения Лайла Свана» (англ. Timerider: The Adventure of Lyle Swann) — фантастический фильм 1982 года.

## Сюжет
Лайл Сван (Фред Уорд) — известный мотогонщик, участвующий в Baja 1000. Сван имеет репутацию прекрасного гонщика, но страдает от технических проблем с высокотехнологичным оборудованием, которое он добавил в свой мотоцикл Yamaha XT500. Сван случайно натыкается на эксперимент по отправке объектов назад во времени и, проезжая через поле, отправляется в 5 ноября 1877 года. Не зная, что произошло на самом деле, Сван уезжает к предполагаемому концу ралли. Вскоре он встречает маленькую деревню в Калифорнии — Сан-Маркос, но его красный костюм и кроссовый мотоцикл пугают местных мексиканцев, которые думают, что он дьявол.
Свана встречает красивая женщина, Клэр Син (Белинда Бауэр). Между ними начинается роман, но она позже похищается безжалостным преступником Портером Ризом (Питер Койоти) и его бандой насильников, воров и убийц. Им также удалось захватить мотоцикл Лайла Свана, и Сван начинает охоту за ними с помощью местных добровольцев, чья цель — покончить с бандой Риза.
В финальной битве Сван и банда Риза встречаются на вершине плато, когда появляется вертолёт, посланный в прошлое создателями машины времени, чтобы забрать Свана. Риз, единственный из банды не испугавшись вертолёта, открывает огонь, убив одного из пилотов, но сам погибает под ударом лопастей, а мотоцикл Свана падает в пропасть. Перед тем, как Сван улетает, Клэр срывает у него с шеи медальон, доставшийся от прапрабабушки. Только в этот момент становится ясно, что Сван — свой собственный прапрадедушка.

## В ролях
- Фред Уорд — Лайл Сван
- Белинда Бауэр — Клэр Син
- Питер Койоти — Портер Риз
- Ричард Мазур — Клод Дорсетт
- Трейси Уолтер — Карл Дорсетт
- Эд Лотер — Падре

## Критика
В короткой рецензии в New York Times обозреватель Винсент Кэнби даёт фильму уничтожающую характеристику, признаваясь, что сумел выдержать только 55 минут, в течение которых «не было ни одной черты героев, ситуации, операторской находки, фразы или шутки, которая бы показала, что кто-либо из создателей „Гонщика во времени“ имеет хотя бы отдалённое представление о том, что делает».
В разборе фильма, посвящённом его выходу на DVD, штатный рецензент сайта DVD Verdict Патрик Ноглер даёт картине в целом положительную оценку. По его словам, коллизия, в начале несколько замедленная (первые 20 минут в основном посвящены показу езды главного героя на фоне пустынных пейзажей), в дальнейшем развивается энергично и весело, хотя и не затрагивает философских вопросов, часто поднимаемых в более крупнобюджетных картинах о путешествиях во времени, и лишена большинства эффектов, характерных для таких фильмов. Сван, по всей видимости, за всё время пребывания в прошлом вообще так и не осознаёт этого факта. Тем не менее, по мнению рецензента, в фильме много забавных сюжетных поворотов, а актёрская игра главных исполнителей — Фреда Уорда и Питера Койоти — удачна.

## Награды и номинации
- Fantafestival, Рим, Италия, 1983 — приз за лучший сценарий[4]
- Международный фестиваль фантастических фильмов, Авориаз, Франция, 1983 — номинация на Гран-при